# رین نیکول براون
رین نیکول براون (به انگلیسی: Rhyon Nicole Brown) یک بازیگر، خواننده و رقصنده اهل آمریکا است. از جمله فیلم‌های مشهور او می‌توان به قاتلین ناشناس اشاره کرد.